# Ewan Ashman
Pour les articles homonymes, voir Ashman.
Pas d'image ? Cliquez ici

a Compétitions nationales et continentales officielles uniquement.

b Matchs officiels uniquement.
Dernière mise à jour le 12 février 2024.
Ewan Ashman, né le 3 avril 2000 à Toronto (Canada), est un joueur international écossais de rugby à XV évoluant au poste de talonneur. Il joue avec le club d'Édimbourg Rugby en United Rugby Championship depuis 2023.

## Biographie

### Jeunesse et formation
Ewan Ashman naît à Toronto au Canada. Il est d'origine écossaise par son père qui est né à Édimbourg, tandis que sa mère est anglaise. Pendant sa jeunesse, il rejoint l'Angleterre à l'âge de quatre ans et grandit à Manchester.
Il joue pour le club de Sandbach Rugby Union Football Club (en), avant de rejoindre l'académie des Sale Sharks en 2017.
Il joue tout d'abord aux postes de centre et de troisième ligne, avant d'être définitivement positionné au talon.

### Carrière en club
Ewan Ashman fait ses débuts en sénior avec l'équipe semi-professionnelle de Sandbach RUFC, évoluant en cinquième division (en), en février 2018, il est alors âgé de seulement 17 ans. Il dispute quatre autres rencontres et inscrit deux essais.
Il rejoint le groupe professionnel de Sale en amont de la saison 2018-2019. L'entraîneur de Sale le retient pour la première fois avec l'équipe première de Sale le 26 avril 2019 lors d'une rencontre en championnat d'Angleterre contre Bath Rugby, toutefois, il ne rentre pas en jeu.
Le club d'Édimbourg Rugby annonce le prêt de courte durée d'Ewan Ashman, pour pallier le départ en retraite de Ross Ford et la sélection de Stuart McInally pour la Coupe du monde 2019, pour le début de saison 2019-2020. Face à la concurrence des trois autres talonneurs de l'effectif, il ne dispute aucune rencontre avec le club écossais et retourne à Sale pour jouer avec le club de Sale FC Rugby (en), un club lié aux Sale Sharks évoluant en troisième division, où il prend part à une rencontre. Puis, il fait finalement ses débuts avec les Sale Sharks en septembre 2020 contre les Leicester Tigers en championnat, en remplacement d'Akker van der Merwe, lors d'une victoire 40-31 des siens sur la pelouse de Welford Road. C'est son seul match de la saison.
La saison suivante, Ashman gagne un peu de temps de jeu à la suite du départ à la retraite de Rob Webber, mais est barré par Akker van der Merwe et Curtis Langdon. Il dispute son premier match de Champions Cup contre le RC Toulon, où il est remplaçant au poste de troisième ligne. Par la suite, il dispute neuf autres rencontres en championnat d'Angleterre, dont sa première titularisation contre les Harlequins pour le compte de la 10e journée, durant cette saison.
En début de saison 2021-2022, avec le recrutement au poste de talonneur de Tommy Taylor, la concurrence devient plus rude et il ne joue que deux rencontres, où il inscrit par ailleurs son premier essai en championnat contre Exeter, lors des deux premiers mois de compétition. Il est alors prêté aux Glasgow Warriors le 22 novembre 2021 jusqu'à la fin de saison, mais il est rappelé à Sale seulement quatre jours plus tard pour pallier la blessure de Curtis Langdon, il n'a donc pas eu le temps de disputer une rencontre avec Glasgow. À partir de ce retour, il est l'auteur de bonnes performances et enchaîne onze titularisations d'affilée toutes compétitions confondues, en inscrivant six essais. Finalement, il a disputé vingt rencontres avec le club et inscrit huit essais cette saison-là, s'imposant comme un joueur important et prometteur de l'effectif.
Pour la saison 2022-2023, avec le départ de Curtis Langdon à Worcester, il est dans la rotation au poste de talonneur, ayant disputé onze rencontres à la mi-janvier. Le 6 avril 2023, il est annoncé qu'il signe pour le club d'Édimbourg Rugby à partir de la saison 2023-2024. Avec Sale, il est finaliste de la Premiership mais s'incline face aux Saracens. Lors de cette dernière saison à Sale, il dispute vingt-quatre rencontres, dont dix en tant que titulaire et inscrit six essais.
Fin octobre 2023, il fait ses débuts avec Édimbourg dans le cadre de la deuxième journée du United Rugby Championship (URC) face aux Lions. Remplaçant de David Cherry, il entre en jeu en seconde période et se montre décisif en inscrivant l'essai qui permet à son équipe de repasser devant au tableau d'affichage puis de s'imposer finalement 17-16. Trois journées plus tard, il est de nouveau décisif lorsqu'il inscrit un doublé contre les Bulls, contribuant à la victoire 31 à 23 de son équipe avec bonus offensif.

### Carrière en sélection nationale
Ewan Ashman est retenu par les sélections écossaises de jeunes dès les moins de 16 ans jusqu'en moins de 20 ans, il est qualifiable pour l'Écosse par les origines de son père.
Il est sélectionné pour la première fois par l'équipe d'Écosse des moins de 20 ans en 2019 pour disputer le Tournoi des Six Nations des moins de 20 ans 2019, lors duquel il prend part aux cinq rencontres dont quatre en tant que titulaire. La même année, il est retenu pour disputer le Championnat du monde junior 2019, compétition dans laquelle il se fait remarquer en inscrivant sept essais, dont trois doublés, en cinq rencontres pour quatre titularisations, il finit meilleur marqueur de la compétition. L'année suivante, l'Écosse l'appelle de nouveau pour disputer le Tournoi des Six Nations des moins de 20 ans 2020, il est titulaire lors des cinq rencontres et inscrit trois essais. Son bilan avec cette sélection s'élève à quinze rencontres jouées pour dix essais inscrits. Le site anglais Rugbypass le classe à la 50e de son Top 50 des meilleurs jeunes joueurs de moins de 20 ans. Il est alors considéré comme l'un des joueurs les plus prometteurs du rugby écossais.
Le sélectionneur de l'équipe d'Écosse, Gregor Townsend, le sélectionne pour la Coupe d'automne des nations, puis en préparation du Tournoi des Six Nations 2021. Néanmoins, il doit attendre l'automne suivant pour obtenir sa première cape contre les Wallabies le 7 novembre, match pendant lequel il remplace George Turner dès la 11e minute de jeu et inscrit un essai important qui permet aux écossais de s'imposer 15 à 13. Il connaît sa deuxième sélection la semaine suivante contre l'Afrique du Sud.
Début 2022, il est retenu dans le groupe pour disputer le Tournoi des Six Nations 2022, mais il ne dispute aucune rencontre lors de la compétition. Pour la tournée estivale en Amérique du Sud, il est sélectionné et affronte à deux reprises les Pumas, lors de son deuxième match où il est titularisé pour la première fois, il inscrit un doublé mais ne peut pas empêcher la défaite 34-31 de son équipe. Il est ensuite retenu pour les tests de fin d'année, jouant deux rencontres contre les Fidji, puis la Nouvelle-Zélande.
En janvier 2023, il est convoqué par le XV du Chardon pour disputer le Tournoi des Six Nations 2023. Cependant, George Turner et Fraser Brown lui sont préférés pour les quatre premières journées, il ne participe qu'à la dernière journée et fait donc ses débuts dans le Tournoi des Six Nations à l'occasion de ce match remporté (26-14) contre l'Italie en clôture de la compétition. Son équipe termine à la troisième place après un bon Tournoi de leur part. En mai suivant, il est retenu dans une pré-sélection pour préparer la Coupe du monde 2023. Trois mois plus tard, il est retenu définitivement pour le Mondial. Il dispute son premier match dans la compétition à l'occasion de la troisième journée de la poule B où il est remplaçant contre les Tonga. La journée suivante, il est titularisé contre la Roumanie, puis de nouveau remplaçant contre l'Irlande où il inscrit son premier essai en Coupe du monde malgré la défaite 36 à 14 de son équipe synonyme d'élimination.
Au mois de janvier 2024, il est sélectionné pour le Tournoi des Six Nations.

## Statistiques

### En club
| Saison                | Club                  | Compétition                | Matchs | Points | Essais |
| --------------------- | --------------------- | -------------------------- | ------ | ------ | ------ |
| 2019-2020             | Sale Sharks           | Championnat d'Angleterre   | 1      | -      | -      |
| 2019-2020             | Sale Sharks           | Premiership Rugby Cup (en) | -      | -      | -      |
| 2020-2021             | Sale Sharks           | Championnat d'Angleterre   | 8      | -      | -      |
| 2020-2021             | Sale Sharks           | Coupe d'Europe             | 1      | -      | -      |
| 2021-2022             | Sale Sharks           | Championnat d'Angleterre   | 14     | 30     | 6      |
| 2021-2022             | Sale Sharks           | Coupe d'Europe             | 6      | 10     | 2      |
| 2022-2023             | Sale Sharks           | Championnat d'Angleterre   | 19     | 25     | 5      |
| 2022-2023             | Sale Sharks           | Champions Cup              | 3      | -      | -      |
| 2022-2023             | Sale Sharks           | Challenge Cup              | 1      | 5      | 1      |
| 2022-2023             | Sale Sharks           | Premiership Rugby Cup (en) | 1      | -      | -      |
| Total Sale Sharks     | Total Sale Sharks     | Total Sale Sharks          | 54     | 70     | 14     |
| 2023-2024             | Édimbourg Rugby       | United Rugby Championship  | 8      | 15     | 3      |
| 2023-2024             | Édimbourg Rugby       | Challenge Cup              | 4      | 5      | 1      |
| Total Édimbourg Rugby | Total Édimbourg Rugby | Total Édimbourg Rugby      | 12     | 20     | 4      |

### En équipe nationale
Au 12 février 2025, Ewan Ashman compte 27 capes en équipe d'Écosse, dont 8 en tant que titulaire, depuis le 7 novembre 2021 contre l'équipe d'Australie au Murrayfield Stadium d'Édimbourg. Il a inscrit 8 essais, 40 points.
Il participe à une édition de la Coupe du monde en 2023, où il prend part à trois rencontres, une titularisation, et marque un essai.
| Numéro | Date            | Lieu                                               | Adversaire | Compétition         | Résultat | Score |
| ------ | --------------- | -------------------------------------------------- | ---------- | ------------------- | -------- | ----- |
| 1      | 7 novembre 2021 | Murrayfield Stadium, Édimbourg                     | Australie  | Test match          | Victoire | 15-13 |
| 2      | 16 juillet 2022 | Stade Único Madre de Ciudades, Santiago del Estero | Argentine  | Test match          | Défaite  | 34-31 |
| 3      | 16 juillet 2022 | Stade Único Madre de Ciudades, Santiago del Estero | Argentine  | Test match          | Défaite  | 34-31 |
| 4      | 7 octobre 2023  | Stade de France, Saint-Denis                       | Irlande    | Coupe du monde 2023 | Défaite  | 36-14 |

## Palmarès

### En club
- Finaliste du Championnat d'Angleterre en 2023 avec les Sale Sharks.

### En équipe nationale

#### Tournoi des Six Nations
| Édition          | Rang | Résultats Écosse | Résultats Ashman | Matchs Ashman |
| ---------------- | ---- | ---------------- | ---------------- | ------------- |
| Six Nations 2023 | 3e   | 3 v, 0 n, 2 d    | 1 v, 0 n, 0 d    | 1/5           |

Légende : v = victoire ; n = match nul ; d = défaite ; la ligne est en gras quand il y a Grand Chelem.

### Distinctions personnelles
- Meilleur marqueur d'essais du Championnat du monde junior en 2019 (7 essais)